# Galička Kneževina
Galička Kneževina (ukr. Галицьке князівство) je staroruska, odnosno ukrajinska kneževina kojom je vladala dinastija Rurik. Političko središte kneževine bio je grad Galič koji se i danas nalazi u srednjoeuropskoj regiji Galičini. 
Kneževina je nastala 1084. godine širenjem Kijevske Rusi, a 1199. godine prestaje postojati kao autonomna kneževina te ulazi u sastav Galičko-Volinjskog Kraljevstva. Vrhunac kulturno-političke moći kneževina je doživjela između 1152. i 1187. godine za vladavine kneza Jaroslava Osmomysla.

## Zemljopisni položaj
Na vrhuncu svoje moći Galička Kneževina protezala se iz današnje istočne Poljske, preko karpatskih prostora Ukrajine i Rumunjske, zatim Moldove, pa do Crnog mora i Dunava. Taj je srednjoeuropski prostor krajem 10. stoljeća uključen u teritorijalni sastav Kijevske Rusi.

## Kulturni značaj
Galička Kneževina predstavljala je jednu od kulturno najznačajnijih kneževina Kijevske Rusi. Njezin odličan zemljopisni položaj između središnje Europe i Crnog mora na putu prema Bizantu osigurao joj je da bude među razvijenijim kneževinama čije je stanovništvo brzo prihvatilo kršćansku kulturu.

## Zanimljivosti
- U 10. stoljeću većinu stanovnika Galičke Kneževine činili su stanovnici u povjesnim dokumentima zapisani kao Bijeli Hrvati.

## Vanjske poveznice
- ГАЛИЦЬКЕ КНЯЗІВСТВО XI — XII СТ. (ukr.)